# Arsenio Frugoni
Arsenio Frugoni (Parigi, 4 febbraio 1914 – Bolgheri, 31 marzo 1970) è stato un medievista italiano.

## Biografia
Figlio di emigrati bresciani, Tito e Adelaide Moroni, in tenerissima età rimase orfano del padre, volontario nell'esercito francese e caduto nel primo anno della grande guerra. Successivamente la famiglia tornò a Brescia, dove trascorse la giovinezza.
Nonostante le difficoltà economiche, riuscì a concludere con successo il liceo ginnasio "Arnaldo". Profondamente religioso, negli anni del liceo frequentò l'oratorio della Pace dei padri Filippini divenuto, grazie all'attività di padre Giulio Bevilacqua, la più vivace realtà cattolica di Brescia, ma anche centro di opposizione al regime fascista. Nello stesso periodo prese contatto con la FUCI, di cui sarà uno dei più importanti esponenti negli anni universitari.
Spronato da Giovan Battista Picotti, presidente della commissione al suo esame di maturità, e da don Giovanni Battista Montini, partecipò al concorso per entrare alla Scuola normale superiore di Pisa.
Arsenio Frugoni curò la redazione di alcune voci per l'Enciclopedia Italiana di scienze, lettere ed arti, comunemente nota come Enciclopedia Treccani, e il Dizionario Biografico degli Italiani per il quale affiancò Fortunato Pintor nel lavoro redazionale. Docente universitario, insegnò storia medievale alla Normale di Pisa, ove aveva studiato negli anni 1934-1938, e all'Università di Roma fino alla sua morte.
Di particolare rilevanza il suo lavoro sul riformatore religioso Arnaldo da Brescia (1090-1155), edito nel 1954, che indaga le fonti storiche ribaltando le interpretazioni errate e mistificatorie sedimentatesi nei secoli sul personaggio. Morì in un incidente stradale a Bolgheri a cinquantasei anni, il 31 marzo 1970, insieme al figlio Giovanni. Era padre di Chiara Frugoni, anch'ella storica medievista.

## Opere

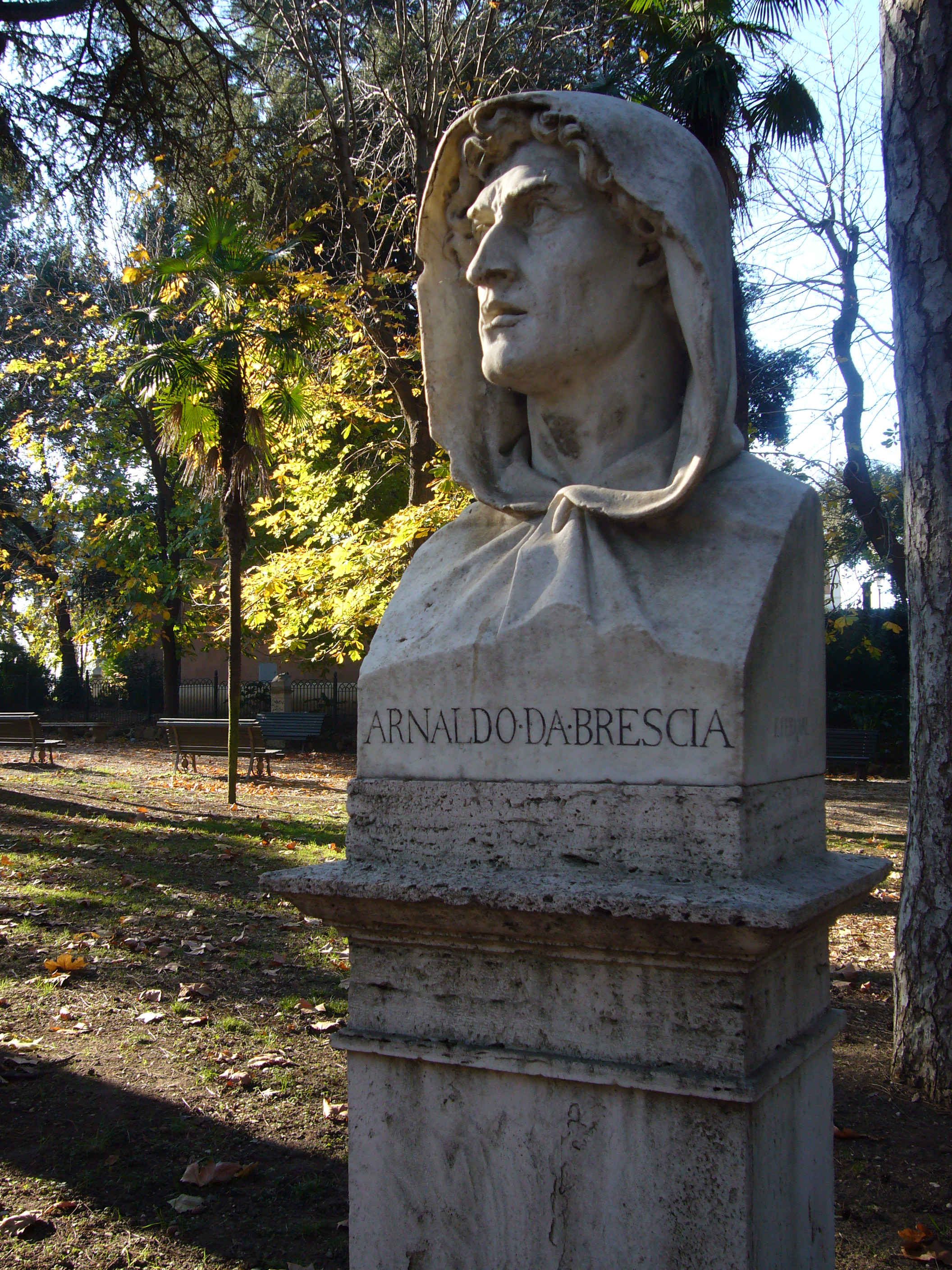
Roma: busto di Arnaldo da Brescia sul Pincio, il pensiero del quale è stato studiato da Frugoni.

- Papato, Impero e Regni occidentali: dal periodo carolingio a Innocenzo III, Firenze, Sansoni, 1940.
- Momenti della rinascita e della riforma cattolica, Pisa, Nistri-Lischi, 1943.
- Breve storia della Repubblica Bresciana (1797), Brescia, G. Vannini, 1947.
- Il Giubileo di Bonifacio VIII, Roma, Tip. del Senato G. Bardi, 1950; a cura di Amedeo De Vincentiis, Collana Quadrante, Roma-Bari, Laterza, 1999.
- Il libro del giubileo del cardinale Stefaneschi, Brescia, Morcelliana, 1950.
- Arnaldo da Brescia nelle fonti del secolo XII, Roma, Istituto storico italiano per il Medio Evo, 1954; Collana Paperbacks e Readers n.192, Torino, Einaudi, 1997, ISBN 978-88-061-1495-4; Introduzione di Jean-Claude Maire Vigueur, Collezione di Testi e di Studi, Bologna, Il Mulino, 2021, ISBN 978-88-152-9268-1.
- Incontri nel Rinascimento: pagine di erudizione e di critica, Brescia, La Scuola, 1954.
- Celestiniana, Collana Nuovi studi storici, Roma, Istituto Storico Italiano per il Medio Evo, 1954, 1991.
- Storia della città in Italia, Torino, ERI, 1956.
- Le Repubbliche marinare, Torino, ERI, 1958.
- Corso di storia medievale: anno accademico 1963-64, Roma, Edizioni dell'Ateneo, 1964.
- Storia della guerra, Collana La ricerca n.17, Torino, Loescher, 1965.
- L'eresia catara nell'Occidente medievale: anno accademico 1965-66, Roma, Edizioni dell'Ateneo, 1966.
- Incontri nel Medioevo, Bologna, Il Mulino, 1979.
- Storia di un giorno in una città medievale, coautrice Chiara Frugoni, Roma-Bari, Laterza, 1997, ISBN 88-420-5346-5.
- Pellegrini a Roma nel 1300. Cronache del primo Giubileo, a cura di F. Accrocca, Piemme, 1999, ISBN 978-88-384-4165-3.
- Scritti su Manfredi, n. 72, Collana Nuovi studi storici, Roma, Istituto Storico per il Medioevo, 2006, ISBN 978-88-891-9023-4.
- Incontri tra Medioevo e Rinascimento, a cura di Chiara Frugoni, Collana Orso blu n.120, Brescia, Scholè, 2018, ISBN 978-88-284-0005-9.
- La storia, coscienza di civiltà, con uno scritto di Chiara Frugoni, Collana Orso blu, Brescia, Scholè, 2020, ISBN 978-88-284-0126-1.
- Storia della pittura d'Italia, Introduzione di Chiara Frugoni, a cura di Saverio Lomartire, Collana Parola dell'Arte, Brescia, Morcelliana, 2020, ISBN 978-88-372-3408-9.
- Lo storico e il poeta. Quattro saggi su Dante e la Divina Commedia, Introduzione di Chiara Frugoni, Collana Le giraffe n.21, Marietti, 2021, ISBN 978-88-211-1313-0.
- Storia dell'architettura d'Italia, Introduzione di Chiara Frugoni, a cura di Saverio Lomartire, Collana Parola dell'arte n.1, Brescia, Morcelliana, 2021, ISBN 978-88-372-3509-3.
- Storia della scultura d'Italia, Introduzione di Salvatore Settis, a cura di Saverio Lomartire, Collana Parola dell'arte, Brescia, Morcelliana, 2022, ISBN 978-88-372-3651-9.
- Storia della città in Italia, a cura di Saverio Lomartire, Collana Parola dell'arte, Brescia, Morcelliana, 2023, ISBN 978-88-372-3815-5.

### Curatele
- Scritti inediti di Benedetto Colucci da Pistoia, Firenze, Leo Olschki, 1939.
- Dante Alighieri, Il canto X dell'Inferno, Firenze, F. Le Monnier, 1967.
- Dante Alighieri, Epistole I-XII, in Opere minori, vol. II, trad. e curatela di A. Frugoni, Milano-Napoli, Ricciardi, 1979.